# Exeter
Exeter je zgodovinsko mesto v Devonu v Angliji in je bilo nekoč glavno mesto Cornwalla. Leži v grofiji Devon, je mesto okraj, kot tudi sedež Okrajnega sveta Devona. Trenutno ima upravno območje status nemetropolitanskega okraja in je zato pod upravo okrajnega sveta. Mesto leži ob reki Exe nekaj kilometrov severno od njenega izliva v Rokavski preliv, približno 60 km severovzhodno od Plymoutha in 110 km jugozahodno od Bristola. Po popisu iz leta 2021 ima 129.307 prebivalcev. 
Exeter je najbolj jugozahodno rimsko utrjeno naselje v Veliki Britaniji. Stolnica v  Exetru je bila ustanovljena v začetku 12. stoletja in je postala anglikanska v času reformacije v 16. stoletju. Moto mesta, Semper Fidelis, je leta 1588 predlagala kraljica Elizabeta I.

## Ime
Sodobno ime Exeter je razvoj staroangleškega Escanceaster iz anglizirane oblike reke, ki je zdaj znana kot Exe, in staroangleške pripone -ceaster (kot v Dorchester in Gloucester), ki se uporablja za označevanje pomembnih trdnjav oz. utrjena mesta. (Valižansko ime za mesto, Caerwysg, podobno pomeni caer ali trdnjava na Exeju.) Ime Exe je ločen razvoj britskega imena, kar pomeni 'voda' ali, natančneje, 'polna rib' (prim. valižansko pysg, mn. »riba«) — ki se pojavlja tudi v angleškem Axe in Esk ter valižanskem Usk (velško Wysg).

## Zgodovina

### Prazgodovina
Exeter se je začel kot naselbina na suhem grebenu, ki se je končal z ostrogom s pogledom na plovno reko, ki je mrgolela od rib, z rodovitno zemljo v bližini. Čeprav ni bilo večjih prazgodovinskih najdb, te prednosti kažejo, da je bilo mesto naseljeno zgodaj.
Kovanci so bili odkriti iz helenističnih kraljestev, kar kaže na obstoj naselbine, ki je trgovala s Sredozemljem že leta 250 pr. n. št.. Takšna zgodnja mesta so bila značilnost predrimske Galije, kot jo je opisal Julij Cezar v svojih Komentarjih, in možno je, da so obstajala tudi v Britaniji.
Nezanesljiv vir Geoffrey iz Monmoutha je izjavil, da je bilo mesto, ko je Vespazijan oblegal mesto leta 49 našega štetja, njegovo keltsko ime Kaerpenhuelgoit, kar pomeni 'mesto na hribu pod visokim gozdom'.

### Rimsko obdobje
Rimljani so zgradili 17 ha veliko utrdbo v obliki 'igralne karte' (pravokotnik z okroglimi vogali in dvema kratkima in dvema dolgima stranicama) (latinsko castrum) z imenom Isca Dumnoniorum| okoli leta 55 našega štetja. Utrdba je bila jugozahodni konec Fosse Way (Pota 15 Antoninovega itinerarja) in služila kot baza 5000 mož II. legija Augusta, ki jo je nekaj časa vodil Vespazijan, kasnejši rimski cesar, naslednjih 20 let, preden so se preselili v Caerleon v Walesu, ki je bil znan tudi kot Isca. Da bi razlikovali oba, so Rimljani Exeter imenovali tudi Isca Dumnoniorum, 'vodno mesto Dumnonijev', Caerleon pa Isca Augusta. V Topshamu so ohranili tudi majhno utrdbo; skladišče oskrbe na poti med obema je bilo izkopano v St Loyesu blizu ceste Topsham leta 2010.
Prisotnost utrdbe je zgradila nenačrtovano civilno skupnost (vicus ali canabae) staroselcev in družin vojakov, večinoma severovzhodno od utrdbe. Ta naselbina je služila kot plemenska prestolnica (civitas) Dumnonijev in jo je Ptolemaj v svoji Geografiji navedel kot eno od njihovih štirih mest (grško poleis) (pojavilo se je tudi v Ravenski kozmografiji iz 7. stoletja, kjer se pojavi kot očitno zmeden vnos za Scadu Namorum). Ko je bila trdnjava okoli leta 75 opuščena, je bilo njeno posestvo spremenjeno v civilne namene: njeno zelo veliko kopališče je bilo porušeno, da bi naredili prostor za forum in baziliko, na jugovzhodu pa je bilo postavljeno manjše kopališče. To območje je bilo izkopano v 1970-ih, vendar ga zaradi bližine današnje stolnice ni bilo mogoče ohraniti za javnost. Januarja 2015 je bilo objavljeno, da je stolnica v Exetru začela ponudbo za obnovo kopeli in odprtje podzemnega centra za obiskovalce.
V poznem 2. stoletju sta obrambni jarek in obzidje okoli stare trdnjave nadomestila brežina in obzidje, ki je obdajalo veliko večje območje, približno 37 hektarjev. Čeprav je večina vidne zgradbe starejša, je bil potek rimskega obzidja uporabljen za poznejše mestno obzidje Exetra. Tako je ostalo okoli 70 % rimskega obzidja, večino njegove poti pa je mogoče izslediti peš. Zdi se, da je devonska Isca najbolj cvetela v prvi polovici 4. stoletja: okoli mesta so našli več kot tisoč rimskih kovancev in obstajajo dokazi o obdelavi bakra in brona, skladišču in tržnicah za živino, pridelki in lončenina, pridelana na okoliškem podeželju. Datiranje do zdaj odkritih kovancev pa kaže na hiter upad: skoraj noben ni bil odkrit po letu 380.

### Srednji vek
Sasi so prišli v Exeter po zmagi Britancev v bitki pri Peonnumu v Somersetu v leta 658. Med ruševinami rimskega mesta je bilo dovolj prostora za oba naroda in Sasi so dovolili Britom še naprej živeti po svojih navadah. To naselje je skoraj gotovo na kraju od današnje ulice Bartholomew Street. Do leta 1637 je bila ta ulica znana kot Britayne v spomin na čase, ko je bila britska četrt. 
V letu 876 so Exeter (takrat znan kot Escanceaster), na kratko zasedli Danci. Alfred Veliki (849–899) jih je naslednje poletje pregnal. V naslednjih letih je bil Exeter eno od štirih utrdb v Devonu, s tem da so popravili rimsko obzidje. Leta 893 je bilo mesto drugič oblegano od Dancev. 
V okoli leta 928 je kralj Etelstan (okoli 893/895–939) pregnal Brite iz mesta. V času Viljema Malmesburyja so jih poslali preko reke Tamar, s čimer je bila določena reka kot meja Devona. Etelstan je verjetno obnovil staro mejo Dumnoniana. Druge navedbe kažejo, da so se Briti preprosto preselili ne daleč izven mestnega obzidja. Izpraznjeno četrt so utrdili kot "grofovo utrdbo", ki so jo kot Irlesberi imenovali še v 12. stoletju.
Leta 1001 Dancem znova ni uspelo priti v mesto, so ga pa oplenili leta 1003, ker je bilo iz neznanih razlogov zapuščeno. Emma Normandijska je dobila mesto kot del dote, ko se je leto prej poročila z Etelredom II.
Leta 1068 so mesto osvojili normanski vojaki pod Viljemom Osvajalcem, ki je dal zgraditi grad Rougemont. Prej saško ozemlje je prišlo v upravo Normanov. Po smrti škofa Leofrica leta 1072 ga je nadomestil Norman Osbern Fitz.
Leta 1136, na začetku anarhije, je Baldwin de Redvers proti kralju Štefanu postavil grad Rougemont. Redversi so se podredili šele po trimesečnem obleganju, in sicer ne takrat, ko so presahnili trije vodnjaki v gradu, ampak šele potem, ko so izčrpali velike zaloge vina, ki ga je garnizija uporabljala za pitje, peko, kuhanje in gašenje požarov, ki so jih zanetili oblegovalci. Med obleganjem je kralj Štefan zgradil zemeljsko utrdbo na mestu, ki je danes (napačno) znana kot grad Danes.
Mesto je imelo tedenske sejme najmanj od leta 1213 dalje in leta 1281 je bil Exeter edino mesto na jugozahodu, ki je imelo tri tržne dni na teden. Obstaja evidenca sedmih letnih sejmov, najzgodnejši je datiran v leto 1130. Sejmi so se nadaljevali vsaj do zgodnjega 16. stoletja.
Pred izgonom Judov iz Anglije leta 1290 je bil Exeter dom najbolj zahodne judovske skupnosti v Angliji.
V visokem srednjem veku so imeli oboji, stolnični duhovniki in državljani, dostop do zapletenega sistema vodovoda, ki je dovajal čisto pitno vodo v mesto iz izvirov v sosednji župniji St. Sidwell. Delu sistema vodovoda je bila izjemna mreža podzemnih predorov, ki so v veliki meri nedotaknjeni in jih je mogoče videti še danes.

### Sodobni časi
Obdobji Tudorjev in Stuartov
Leta 1537 je mesto postalo grofijska korporacija. Leta 1549 je mesto uspešno zdržalo enomesečno obleganje tako imenovanih Prayer Book upornikov: Devon in Cornish, ki jih je razjezila radikalna verska politika kralja Edvarda VI. Uporniki so zasedli predmestje Exetra, požgali dvoje mestnih vrat in skušali spodkopati mestno obzidje, vendar so bili na koncu prisiljeni opustiti obleganje, potem ko so bili poraženi v vrsti krvavih bitk s kraljevo vojsko. Številni uporniki so bili usmrčeni takoj po obleganju. Ubožnice in kapela Livery Dole v Heavitreeju so bile ustanovljene marca 1591 in dokončane leta 1594.
Ko je bil John Hooker leta 1561 imenovan na mestno plačilno listo, je ustanovil sodišče sirot kot občinsko vlado za družine, ki jih je prezgodnja smrt njihovega glavnega gospodarskega vira zdrobila. Prav tako je postal skupni svet kot zakoniti lastnik katerega koli posestva, ki je bilo prepuščeno osirotelim otrokom v Exetru, dokler ne dopolnijo 21 let, da bi bilo delno poplačano. Davek na sirote je bil uporabljen za financiranje izgradnje kanala Exeter.
Mestni moto, Semper fidelis, je po tradiciji predlagala Elizabeta I. Angleška kot priznanje mestnemu prispevku z ladjami, ki so pomagale premagati špansko armado leta 1588; vendar je njegova prva dokumentirana uporaba leta 1660. Šole v Exetru učijo, da je moto podelil Karel II. leta 1660 ob obnovi zaradi vloge Exetra v angleški državljanski vojni.
Ko je bil leta 1638 prečastiti John Wheelwright izgnan iz kolonije Massachusetts Bay in je nato ustanovil skupnost na bregovih reke Squamscott, je regijo poimenoval Exeter po devonski dvojnici. Med ameriško revolucijo je postal glavno mesto New Hampshirea.
Exeter je bil na začetku angleške državljanske vojne pristaš parlamenta in njegova obramba se je zelo okrepila, a septembra 1643 ga je zavzela korniška kraljeva vojska pod vodstvom princa Mauricea. Nato je mesto ostalo trdno pod kraljevim nadzorom vse do bližnjega konca vojne in je bilo eno zadnjih kraljevih mest, ki je padlo v roke parlamentarcev. O predaji Exetra se je aprila 1646 v Poltimore House pogajal Thomas Fairfax. V tem obdobju je bil Exeter gospodarsko močno mesto z močno trgovino z volno. To je bilo delno posledica okolice, ki je bila »bolj rodovitna in bolje naseljena kot tista, ki je bila v prejšnjem dnevu«, kot pravi grof Lorenzo Magalotti, ki je mesto obiskal, ko je bil star 26 let. Magalotti piše o več kot trideset tisoč ljudeh, zaposlenih v grofiji Devon kot del industrije volne in blaga, blaga, ki je bilo prodano v »Zahodno Indijo, Španijo, Francijo in Italijo«. V tem obdobju, v začetku 18. stoletja, je Exeter obiskala tudi Celia Fiennes. Opomnila je na »ogromno trgovanje« in »neverjetno količino« v Exetru, pri čemer je zapisala, da »obrne največ denarja v enem tednu od vsega v Angliji«, med £10.000 in £15.000.

### Industrijska revolucija in moderna doba
Na začetku industrijske revolucije se je Exeter razvil zaradi predelave kmetijskih proizvodov iz okolice in zaradi moči vode hitro tekoče reke Exe. Ko so parni stroji zamenjali hidroenergijo, je bil Exeter predaleč od premoga in železove rude za nadaljnji razvoj industrije. Čeprav je mesto izgubilo svoj pomen, mu je bilo z velikimi, grdimi industrijskimi obrati prizaneseno. To je razlog, zakaj je Exeter zdaj eno izmed mest z najvišjo kakovostjo življenja v Veliki Britaniji.
Leta 1832 je kolera, ki je izbruhnila po vsej Evropi, dosegla Exeter. Edino znano dokumentacijo o tem dogodku je napisal dr. Thomas Shapter, eden od zdravnikov, prisotnih med epidemijo.
Prva železnica, ki je prispela v Exeter, je bila Bristol and Exeter Railway, ki je leta 1844 odprla postajo v St Davidsu na zahodnem robu. Podjetje South Devon Railway Company je progo razširilo proti zahodu do Plymoutha in odprlo svojo manjšo postajo v St Thomasu nad Cowickom. ulica. Bolj osrednjo železniško postajo, tisto na Queen Street, je leta 1860 odprla londonska in jugozahodna železnica, ko je odprla svojo alternativno pot do Londona. Mesarji Lloyd Maunder so se leta 1915 preselili v svojo sedanjo bazo, da bi pridobili boljši dostop do Great Western Railway za prevoz mesnih izdelkov v London.
Prvo elektriko v Exetru je zagotovilo podjetje Exeter Electric Light Company, ki je bilo ustanovljeno ob koncu 1880-ih, vendar je bilo leta 1896 komunalizirano in postalo podjetje za elektriko mesta Exeter.
Leta 1896 je bilo porabljenih 88.000 GBP za izgradnjo kanalizacijskega sistema, ki je zmanjšal tveganje za nalezljive bolezni.
Prvi tramvaji s konjsko vprego v Exetru so bili predstavljeni leta 1882 s tremi linijami, ki so segale od mestnih vzhodnih vrat. Ena linija je vodila do postaje St David's preko New North Road, obeliska (kjer zdaj stoji stolp z uro) in hriba St David's. Druga linija je šla po Heavitree Road do Livery Dole, tretja pa je šla do Mount Pleasanta po Sidwell Street. Ob New North Road je bilo skladišče.

### 20. stoletje
Nov most čez reko Exe je bil odprt 29. marca 1905 in je nadomestil nekdanji Jurijev most. Narejen je bil iz litega železa in jekla s tremi tečaji in je stal 25.000 GBP, oblikoval pa ga je sir John Wolfe Barry. Prav tako leta 1905 so električni tramvaji zamenjali konjske tramvaje z novo traso, ki je potekala vzdolž High Street, navzdol Fore Street in čez novi most Exe. Ko so prečkali Exe, se je linija razdelila, z eno traso po cesti Alphington in drugo po ulici Cowick. Proga do postaje St David's Station je potovala po Queen Street namesto po New North Road, proga do Heavitree pa je bila podaljšana. 17. marca 1917 je tramvaj ušel izpod nadzora in peljal po ulici Fore, zadel voz s konjsko vprego in se nato prevrnil na mostu Exe; ena potnica je umrla. Do 1920-ih so se pojavile težave z zastoji, ki so jih povzročali tramvaji, potreba po dragih obnovitvenih delih in počasna hitrost tramvajev na ozkih ulicah Exetra. Po dolgi razpravi se je svet odločil zamenjati tramvaj z dvonadstropnimi avtobusi in zadnji tramvaj je zapeljal 19. avgusta 1931. Edini preostali tramvaj v Exetru, ki je v uporabi, je vagon 19, ki je zdaj na tramvaju Seaton.
Exeter je bombardirala nemška Luftwaffe med drugo svetovno vojno, ko je skupno 18 napadov med letoma 1940 in 1942 zravnalo večji del mestnega središča. Med aprilom 1941 in aprilom 1943 je Exeter pred sovražnimi bombniki branila 307. poljska nočna lovska eskadrilja z vzdevkom 'Lvóv Eagle Owls', ki je imela sedež na letališču Exeter. Mesto Lvóv je imelo isti moto kot mesto Exeter – Semper Fidelis (Vedno zvest).
Aprila in maja 1942 je bilo kot del Baedeker Blitza in zlasti kot odgovor na bombardiranje RAF Lübecka in Rostocka, 16 hektarjev mesta zravnanih z zažigalnim bombardiranjem. Številne zgodovinske stavbe v središču – zlasti ob High Street in Sidwell Street – so bile uničene, druge, vključno s stolnico, pa poškodovane. V noči na 4. maj je poljska eskadrilja 307 poslala štiri razpoložljiva letala proti štiridesetim nemškim bombnikom Junkers Ju 88 in preprečila štirim nemškim letalom, da bi izpustila tovor bomb na Exeter. Ubitih je bilo 156 ljudi, vendar eskadrilja pri tem ni utrpela nobenih izgub.
V spomin na prijateljstvo, ki se je spletlo med 307. eskadriljo in Exetrom, je eskadrilja mestu 15. novembra 1942 (prvo britansko mesto, ki je imelo to čast) pred stolnico predstavila poljsko zastavo. Od leta 2012 se 15. novembra nad mestno dvorano dvigne poljska zastava; dan je zdaj znan kot '307 Squadron Day'. 15. novembra 2017 je poljski veleposlanik Arkadij Rzegocki v kapeli sv. Jakoba v stolnici v Exetru odkril ploščo v spomin na eskadriljo.
Velika območja mestnega središča so bila obnovljena v 1950-ih, pri čemer je bilo malo poskusov ohraniti ali obnoviti zgodovinske stavbe. Načrt ulic je bil spremenjen, da bi izboljšali kroženje prometa, in nekdanje znamenitosti, kot so St Lawrence, College of the Vicars Choral in Bedford circus, so izginile. Sodobna arhitektura je v ostrem kontrastu z rdečim peščenjakom stavb, ki so preživele Blitz. Ena opazna izjema je bila Hiša, ki se je preselila, ki je ena najstarejših zasebnih rezidenc v Evropi, ki jo je bilo treba porušiti zaradi nove razbremenilne ceste, vendar je bila po posredovanju Ministrstva za delo rešena in prestavljena v novo lokacija.
27. oktobra 1960 se je Exe po zelo močnem dežju razlila in poplavila velika območja Exetra, vključno z Exwickom, St Thomasom in Alphingtonom. Voda se je ponekod dvignila tudi do 2 metra nad tlemi in 150 zaposlenih v lokalnem podjetju Beach Bros je bilo devet ur ujetih. Poplavljenih je bilo 2500 nepremičnin. Kasneje istega leta, 3. decembra, se je gladina reke ponovno dvignila in poplavila 1200 nepremičnin. Te poplave so pripeljale do izgradnje novih protipoplavnih ukrepov. Dela so se začela leta 1965, dokončana so trajala 12 let in so stala 8 milijonov funtov. Obramba je vključevala tri kanale za pomoč pri poplavah in bila dopolnjena z gradnjo dveh novih betonskih mostov (zgrajenih leta 1969 in 1972), ki sta nadomestila stari most Exe, ki je oviral tok reke in še poslabšal poplave.

## Geografija
Mesto Exeter je bilo zgrajeno na vzhodnem bregu reke Exe, na grebenu, ki ga podpira strm hrib. Prav na tej točki pa se Exe, ki se ji pridruži reka Creedy, odpre v širok estuarij, kar ima za posledico precej pogoste poplave. Ta kombinacija z enostavno obrambno na višjem grebenu, je bila naravna izbira za izgradnjo in trgovino.
Exeter leži pretežno na peščenjaku in konglomeratu, čeprav je struktura okoliških območij raznolika. Topografija grebena tvori hrbtenico, ki jo tvori vulkanski grič, na katerem se nahaja grad Rougemont. Stolnica se nahaja na robu tega grebena in je zato vidna iz precejšnje razdalje.
Exeter ima blage mokre zime in topla poletja s spremenljivimi toplo - hladnimi deževnimi obdobji. Temperature ne ne razlikujejo veliko skozi vse leto. Najtoplejši mesec je julij s povprečno temperaturo 21 °C, najhladnejši mesec je januar s povprečno temperaturo 8 °C. Januar je najbolj moker mesec s 93 mm padavin.

## Demografija
Iz popisa 2011 (Urad za državno statistiko) sledi, da ima okrožje Exeter 117.773 prebivalcev ali 6697 več, kot ob popisu 2001. V času popisa 2011 je bila narodnostna sestava prebivalstva Exetera naslednja: 93,1% belcev, z največjo manjšino - etnična skupina - Kitajcev 1,7%. Beli Britanci, beli Irci in druge etnične skupine so se vse zmanjšale za (-1% -6% in -10% v tem zaporedju). V letu 2011 so dodali dve novi etnični skupini Rome (ali irske popotnike) in Arabce.

## Zanimivosti
V Exetru so naslednje zanimive stavbe:
- Stolnica Sv. Petra (Exeter), zgrajena leta 1112, škofovski sedež, ko se je preselil iz bližnjega Creditona (rojstni kraj Bonifacija, apostola Nemcev), ker je bilo obzidje boljša zaščita proti piratom (verjetno Vikingom). Tukaj je tudi kip Richarda Hookerja, anglikanskega teologa, rojenega v 16. stoletju v Exetru
- Samostan sv. Nikolaja v Mint Laneu, ostanki samostana, ki so ga kasneje uporabljali kot zasebno hišo in zdaj muzej v lasti mestnega sveta. Samostan je bil ustanovljen v srednjem veku in je bil dom benediktinskih menihov več kot 400 let, dokler ga ni zaprl in delno porušil Henrik VIII. Preostale stavbe so bile nato leta 1602 razprodane in postale dom lokalno bogate družine Hurst. Nepremičnino je v celoti prenovil mestni svet Exeterja, na majhnem vrtu pa so tudorske rastline in zelišča[36]
- Sinagoga Exeter je tretja najstarejša sinagoga v Zsruženem kraljestvu, dokončana leta 1763.
- Cerkev sv. Tomaža, prvotno zgrajena v 13. stoletju tik pred mestnim obzidjem. Uničen v požaru in obnovljen v 17. stoletju; spomenik razred I.
- Ruševine gradu Rougemont; kasneje so deli gradu še vedno uporabljali kronsko sodišče in okrožno sodišče do leta 2004, ko so se odprla nova sodišča v Exeterju. Plošča v bližini ohranjene srednjeveške vratarnice spominja na usodo Alice Molland, ki so ji v Exeterju leta 1685 sodili zaradi čarovništva in naj bi bila zadnja oseba v Angliji, ki je bila zaradi tega zločina usmrčena; drugi, obsojeni čarovništva, so bili obešeni v Exeterju leta 1581, 1610 in 1682

- Guildhall, cehovska hiša, najstarejša javna stavba v Angliji, ki se še vedno uporablja [37]
- Carinarnica v privlačni pristaniški četrti
- Parliament Street, ulica ki je veljala do leta 2007 kot najožja ulica na svetu
- Številne srednjeveške cerkve, kot primer St. Mary Steps z bogato okrašenim stolpom
- Butts Ferry, starodavni kabelski trajekt čez reko Exe

## Kultura
Exeter Book, antologija anglosaške poezije, je shranjena v obokih stolnic v Exetru. Exeter Book izvira iz 10. stoletja in je eden od štirih rokopisov, ki zajemajo vso ohranjeno poezijo, napisano v stari angleščini. V knjigi so večinoma krajše pesmi, več religioznih del in niz ugank, od katerih je peščica znanih razvratnih. Izbor prej omenjenih je vpisan na zelo poliranem jeklenem obelisku na High Streetu, ki je bil tam postavljen 30. marca 2005.
Drug znan rokopis je Liber Exoniensis ali Exon Domesday, sestavljeni zemljiški in davčni register iz leta 1086. Del vsebuje različne upravne materiale v zvezi z okrožji Cornwall, Devon, Dorset, Somerset in Wiltshire. Ta dokument je tudi shranjen v stolnicii v Exetru.
Leta 2019 je mesto postalo UNESCO mesto literature.

## Partnerska mesta
- Rennes, Francija
- Bad Homburg vor der Höhe, Nemčija
- Jaroslavl, Rusija
- Terracina, Italija